# 新丸ノ内ビルヂング
新丸ノ内ビルヂング（しんまるのうちビルヂング）とは、かつて東京都千代田区丸の内1丁目に存在した8階建ての商用ビルディングである。2004年に取り壊され、跡地に「新丸の内ビルディング」が建設された。

## 概要
同じく三菱が手がけた丸ノ内ビルヂングと行幸通りを挟んだ向かい側に、東京館という名称で1937年（昭和12年）6月28日）に着工された。
翌1938年（昭和13年）12月、基礎工事が完了した段階で日中戦争による臨時資金調整法や鉄鋼工作物築造許可規則の施行により、自主的に工事を中止した。しかし、地面を40尺（約12m）掘り下げたまま事実上放置される状態となり、周囲の建築物にも影響を与える恐れが出たことから、大蔵省は三菱地所部に対して地下部分の工事のみを許可し、完成した部分は第二次世界大戦中は防火用貯水池として、戦後まもなくはプールや復興用資材の貯木場となっていた。
1950年代に入ると朝鮮戦争特需によるオフィスビルの需要が急増し、三菱地所によって当ビルが建設されることになり、1951年（昭和26年）3月に着工、1952年（昭和27年）11月18日に竣工した。建設にあたっては家賃とは別にテナントから建築費総額の約75%の借入を行った。また、建築資材に関しては、東日本重工業（現・三菱重工業）が造船名目で調達、セメントは供給に余裕のあった磐城セメント（現・住友大阪セメント）のものが用いられた。
建物は地上8階、地下2階（一部地下1階）で、当初は内部にテナント向けホールがあったが、後に貸会議室となった。
丸ノ内ビルヂング同様、オフィスビルの低層階をショッピングモールとして一般に開放していた。
1995年、三菱地所は建築基準法および都市計画法の特定容積率適用区域を活用して、東京駅丸ノ内口駅舎の未利用容積率を移転させることで当ビルの高層化を行うことを発表した。これに伴い当ビルは2004年（平成16年）に解体され、跡地には新丸の内ビルディング（2007年〈平成19年〉4月19日竣工）が建設された。
解体時に当ビルから取り外された窓ガラスは手吹きガラスに質感が近いことから、三菱一号館の窓ガラスとして再利用されている。
なお江戸時代は備後福山藩阿部家の屋敷があった。